# Apatura metis

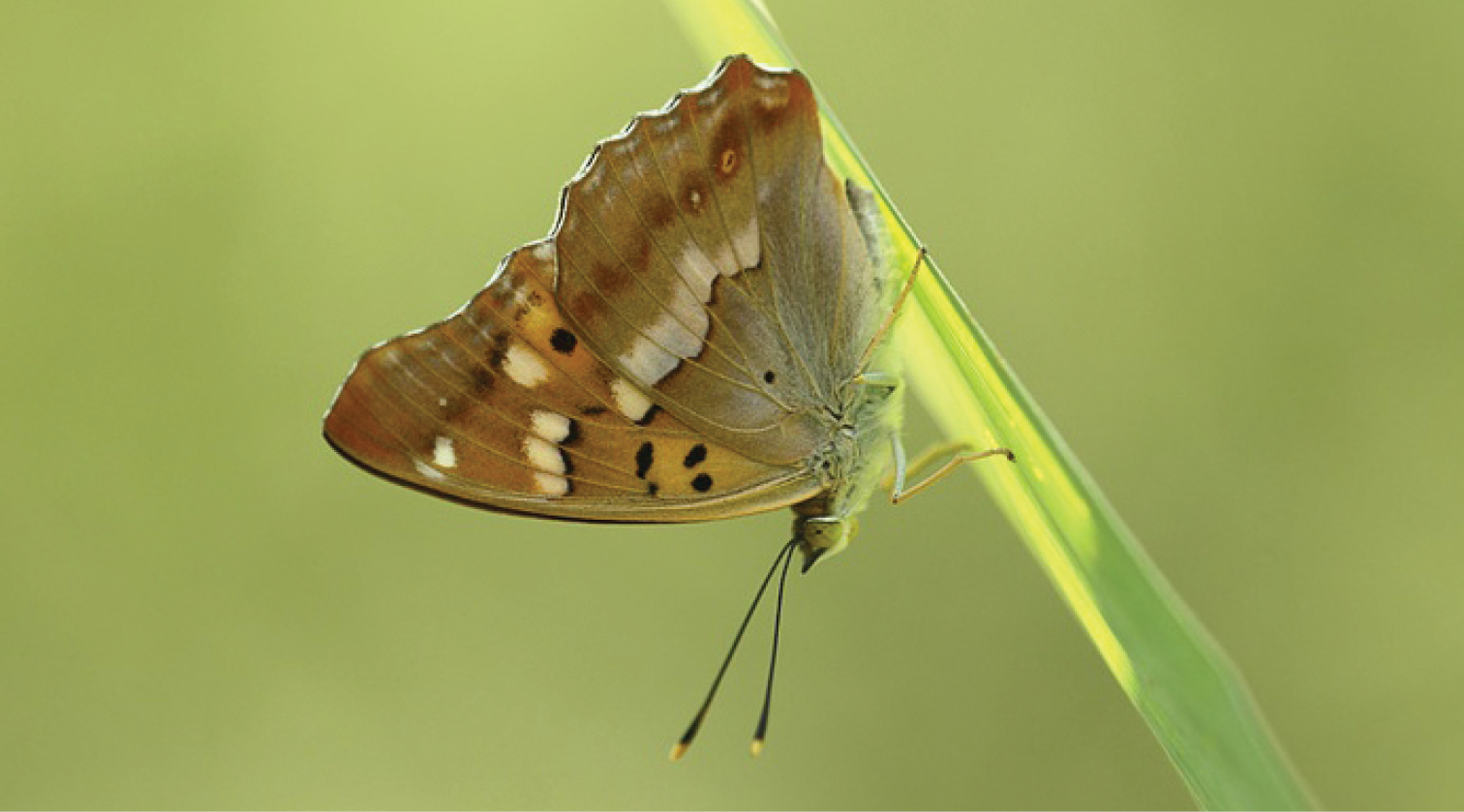
Flügelunterseite

Apatura metis, gelegentlich auch als Donau-Schillerfalter oder Östlicher Schillerfalter bezeichnet, ist ein Schmetterling (Tagfalter) aus der Familie der Edelfalter (Nymphalidae). Im englischen Sprachgebrauch wird die Art zu Ehren des Erstbeschreibers Freyer als Freyer`s Purple Emperor bezeichnet. Das Artepitheton ist der griechischen Okeanide Metis gewidmet.

## Merkmale

### Falter
Die Vorderflügellänge der Falter beträgt 26 bis 30 Millimeter. Die Art zeigt einen leichten Sexualdimorphismus, der sich dadurch ausdrückt, dass nur die Männchen bei entsprechendem Lichteinfall einen metallisch bläulichen Schiller auf den bräunlichen Flügeloberseiten zeigen. In der Submarginalregion hebt sich auf sämtlichen Flügeln eine rötlich braune, leicht unterbrochene Randbinde ab. Weitere helle Flecke sind über die Flügel verteilt. Ein Augenfleck auf der Vorderflügeloberseite befindet sich in einem länglichen, oval bis viereckigen rotbraunen Feld in Außenrandnähe. Die Flügelunterseiten haben eine verwaschene gelbgraue bis gelbbraune Tönung, von der sich helle Binden und Flecke sowie kleine schwarze Punkte abheben.

### Ei
Das Ei hat zunächst eine graue Farbe, die sich später in ein helles Grün wandelt. Es hat die Form eines stumpfen Kegels und ist mit Längsrippen versehen. Auffällig ist ein purpurfarbener Ring.

### Raupe
Ausgewachsene Raupen sind kräftig grün gefärbt und haben gelbe Linien, die in Form eines V schräg nach hinten verlaufen. Typisch sind die beiden gelblichen Kopfhörner und ein spitz zulaufendes Körperende, das den Raupen das Aussehen einer Nacktschnecke verleiht.

### Puppe
Die Puppen sind hellgrün und als Stürzpuppe ausgebildet.

### Ähnliche Arten
Der Kleine Schillerfalter (Apatura ilia)  in der Rotschillerform f. clytie ist mit einer Vorderflügellänge von 31 bis 34 Millimetern etwas größer als Apatura metis. Der Augenfleck auf der Vorderflügeloberseite ist bei A. ilia von einem nahezu kreisrunden rotbraunen Feld umgeben. Außerdem ist die rötlich braune Randbinde auf der Hinterflügeloberseite schmaler als bei A. metis.

## Verbreitung und Lebensraum
Apatura metis ist in Südosteuropa und Teilen Asiens lokal verbreitet. Die Art kommt in Höhenlagen von bis zu 650 Metern vor. Bevorzugt werden Flussufer, an denen Silberweiden wachsen wie beispielsweise an den Unterläufen von Donau und Drau.

## Unterarten
Folgende Unterarten werden unterschieden:
- Apatura metis metis Freyer, 1829, (Südosteuropa). Wenn die Randbinde weiß ist, wird sie als Form coelestina Grum-Grishmailo, 1884 bezeichnet.[4]
- Apatura metis bunea Herrich-Schäffer, 1845, (Südeuropäischer Teil von Russland, Nordkaukasus), Synonyme: gertraudis Stichel, [1909]; oberthueri Le Moult, 1947[4]
- Apatura metis substituta Butler, 1873, (Japan), Synonyme: gifuensis Matsumura; takanonis Matsumura 1919; yanagawensis Matsumura 1928, japonica Le Moult, 1947[4]
- Apatura metis irtyshika Korshunov, 1982, (Südwestsibirien, Kasachstan)
- Apatura metis separata Tuzov, 2000, (Transbaikalien)
- Apatura metis heijona Matsumura, 1928, (Korea, Amur- und Ussuriregionen), Synonyme: gracilis O. Bang-Haas, 1936; asiatica Le Moult, 1947; mirei Le Moult, 1947. Wenn die Randbinde weiß ist, wird sie als Form krylovi Kurentzow, 1937 (Syn.: abramovi Kurentzow, 1970) bezeichnet.[4]
- Apatura metis doii Matsumura, 1928, (Kurilen)

## Lebensweise

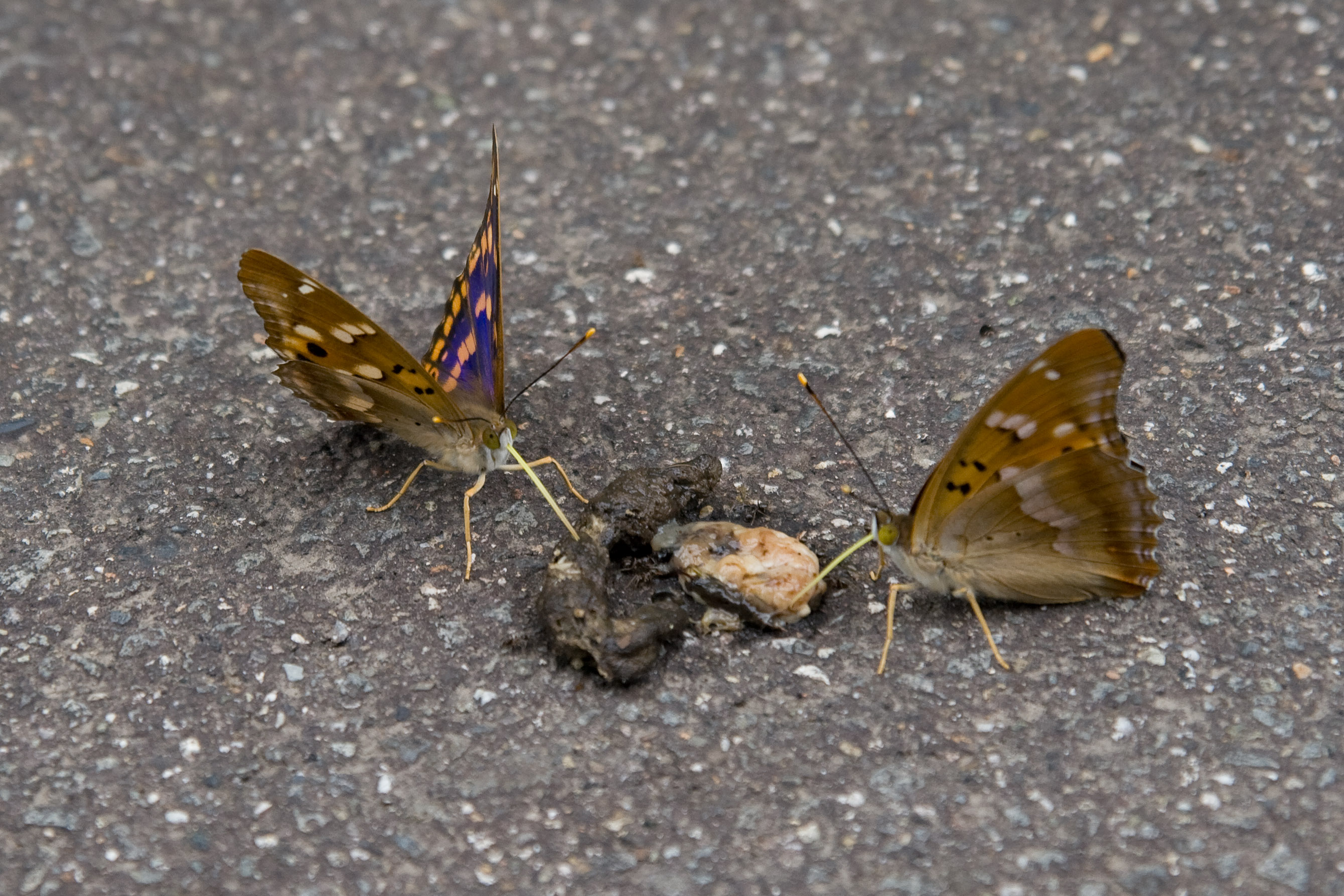
Falter von Apatura metis substituta an Aas

Die Falter fliegen in zwei Generationen von Ende Mai bis Ende Juni sowie erneut von Mitte Juli bis Anfang September. In Südrussland wird nur eine Generation im Juni und Juli ausgebildet. Die Weibchen legen die Eier einzeln oder in kleinen Gruppen auf der Blattoberseite der Futterpflanze ab. Den jungen Raupen fehlen im ersten Stadium die Hörner am Kopf. Diese bilden sich nach der ersten Häutung. Sie überwintern nach der zweiten Häutung in der rissigen Rinde von Silberweiden-Stämmen an der sonnenabgewandten Seite des Stammes und verpuppen sich Anfang Mai des folgenden Jahres. Nahrungspflanze der Raupen sind die Blätter der  Silberweide (Salix alba) und wahrscheinlich Reif-Weide (Salix dapnoides) im europäischen Teil und Salix schwerinii in der Ussuri-Region.
Die Männchen von Apatura metis werden von stark riechenden Substanzen angezogen. Dazu zählen Exkremente oder Aas, aus welchen sie die zum Erreichen der Fortpflanzungsfähigkeit benötigten Mineralien saugen. Die Weibchen wurden hingegen beim Saugen an überreifen Früchten, beispielsweise an am Boden liegenden Maulbeeren beobachtet. Die Falter besuchen auch Köder, die aus den vorgenannten Stoffen bestehen.

## Gefährdung
In ihren Vorkommensgebieten tritt die Art zumeist zahlreich auf und wird demzufolge von der Weltnaturschutzunion IUCN als „least concern = nicht gefährdet“ klassifiziert.